# Colorful Express
《Colorful Express》는 대한민국의 음악 그룹 페퍼톤스의 첫 정규 앨범이며 타이들은 〈Ready, Get Set, Go!〉이다.

## 수상
수록곡 중 〈Superfantastic〉은 2007년 3월 6일 서울 광장동 멜론악스에서 개최된 한국대중음악상 시상식의 '최우수 댄스ㆍ일렉트로닉 싱글'부문을 수상했다.

## 표절 시비
2014년 2월에는 페퍼톤스가 영화 《수상한 그녀》의 사운드 트랙 중 〈한번 더〉라는 곡이 〈Ready, Get Set, Go!〉와 유사하다며 문제제기를 했다.
이에 〈한번 더〉의 공동 작곡가인 음악감독 모그는 보도자료를 내고 '두 노래는 주 선율이 전혀 일치하지 않고, 〈한번 더〉의 화성 진행과 편곡 방식 역시 대중음악에서 흔히 찾아볼 수 있는 수준이다. 장르적 유사성은 있으나 명백히 다른 주 선율을 가지고 있는 다른 곡'이라고 입장을 밝혔다. 안테나뮤직 측은 '두 곡의 장르적 유사성을 논하기엔 표절의 강도가 지나치게 높다고 판단, 법정에서 정확한 시시비비를 가릴 것을 결정했으며 또한, 음악계에서 이 같은 일들이 재발되지 않도록 하기 위해서라도 끝까지 엄중하게 대처할 것'이라고 전했다.
결국 8월에 페퍼톤스 측은 모그와 또 다른 공동작곡가 한승우를 상대로 1억원대의 손해배상 청구소송을 제기했다.

## 수록곡
전체 작사·작곡: 페퍼톤스
| #            | 제목                                   | 보컬         | 재생 시간 |
| ------------ | -------------------------------------- | ------------ | --------- |
| 1.           | 〈Ready, Get Set, Go! (Radio Edit)〉   | 뎁           | 3:45      |
| 2.           | 〈Superfantastic〉                     | 연희         | 4:21      |
| 3.           | 〈세계정복〉                           | 뎁           | 4:27      |
| 4.           | 〈April Funk (june mix)〉              | 뎁           | 4:01      |
| 5.           | 〈Bike〉                               | Westwind     | 2:57      |
| 6.           | 〈잠든 도시의 미로〉                   |              | 4:11      |
| 7.           | 〈Heavy Sun Heavy Moon〉               |              | 6:20      |
| 8.           | 〈Colorful〉                           |              | 2:19      |
| 9.           | 〈High Romance〉                       | 뎁           | 5:37      |
| 10.          | 〈Fake Traveler〉                      | 신재평       | 6:39      |
| 11.          | 〈남반구〉                             | Westwind     | 3:15      |
| 12.          | 〈Evrything is OK〉                    | 페퍼톤스     | 4:02      |
| 13.          | 〈High Romance (radio edit)〉          |              | 3:49      |
| 14.          | 〈Ready, Get Set, Go! (full version)〉 |              | 5:05      |
| 총 재생 시간 | 총 재생 시간                           | 총 재생 시간 | 1:01:18   |

## 참여
이 목록은 해당 앨범의 부클릿에서 발췌하였다.
페퍼톤스
- Sayo(신재평) - 프로듀서, 작사, 작곡, 전곡 편곡, 기타, 시퀀서, 보컬, 전곡 믹싱
- Noshel(이장원) - 프로듀서, 작사, 작곡, 베이스 기타, 보컬

스탭
- 이성문 - 녹음, 보컬 디렉터
- 황병준 - 마스터링(Sound/Mirror)
- 김목인, 이성배 - 매니지먼트
- 서현규 - 프로모션 매니저
- fatagaga - 디자인
- relar&jd, amai - 사진